# NGC 5543
NGC 5543 é uma galáxia espiral (S) localizada na direcção da constelação de Boötes. Possui uma declinação de +07° 39' 15" e uma ascensão recta de 14 horas, 18 minutos e 04,0 segundos.
A galáxia NGC 5543 foi descoberta em 26 de Abril de 1865 por Heinrich Louis d'Arrest.